# Rugby-Union-Weltmeisterschaft
Die Rugby-Union-Weltmeisterschaft (englisch Rugby World Cup) ist der wichtigste internationale Wettkampf im Rugby Union und wird seit 1987 alle vier Jahre unter derzeit zwanzig teilnehmenden Männer-Nationalmannschaften ausgetragen. Organisiert wird das Turnier vom World Rugby (WR), dem Rugby-Union-Weltverband. Der verliehene Pokal, der Webb Ellis Cup, ist nach William Webb Ellis benannt, dem die Erfindung des Spiels zugeschrieben wird.
Die Rugby-Union-Weltmeisterschaft ist nach der Fußball-Weltmeisterschaft und den Olympischen Sommerspielen eines der größten internationalen Sportturniere der Welt. Amtierender Weltmeister ist die südafrikanische Nationalmannschaft, die mit insgesamt vier Siegen (1995, 2007, 2019, 2023) Rekordweltmeister sind.

## Format

### Qualifikation
Eine Qualifikation wurde im Hinblick auf die zweite Weltmeisterschaft 1991 eingeführt, als 24 Nationen um acht der 16 Plätze spielten. Bei der ersten Weltmeisterschaft 1987 gab es noch keine Qualifikation. Sieben Mannschaften waren als Mitglieder des Weltverbandes IRFB (International Rugby Football Board, heute IRB) automatisch qualifiziert, die übrigen neun Mannschaften wurden eingeladen.
Das bisherige Format sah vor, dass die acht Viertelfinalisten des vorhergehenden Turniers ohne Qualifikation teilnehmen, die übrigen zwölf Plätze wurden nach Kontinenten ausgespielt. Drei Mannschaften kamen hierbei aus Afrika, drei aus Amerika, eine aus Asien, drei aus Europa und zwei aus Ozeanien. Die verbleibenden zwei Qualifikationsplätze wurden zwischen den Mannschaften, die die Qualifikation verpasst haben, in einer Barrage (engl. repechage) ausgespielt. So spielten die besten nicht direkt qualifizierten Mannschaften aus Afrika und Europa gegeneinander, der Sieger tritt gegen eine amerikanische Mannschaft an. Um die letzte verbleibende Position spielte eine Mannschaft aus Ozeanien und eine aus Asien.
Für die WM 2011 in Neuseeland waren erstmals die jeweils drei besten Mannschaften der Turniergruppen 2007 automatisch qualifiziert, sodass dann schon zwölf Teilnehmer feststehen. Dies soll die Bereitschaft in den fünfköpfigen Gruppen erhöhen, um den dritten Platz zu kämpfen. Dieser Modus wird seither beibehalten.

### Endrunde

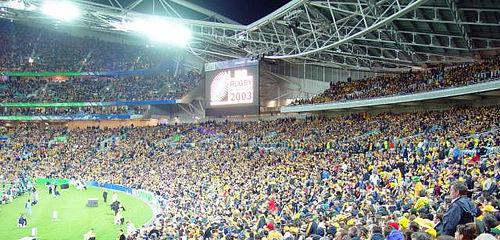
Telstra Stadium während der Weltmeisterschaft 2003

Im derzeitigen Modus wird das Turnier unter zwanzig Mannschaften über einen Monat in einem oder mehreren gastgebenden Ländern ausgetragen. In der anfänglichen Gruppenphase gibt es vier Gruppen mit je fünf Mannschaften. Die vier Halbfinalisten des vorherigen Wettbewerbs werden dabei auf die vier Gruppen verteilt, die übrigen vier Viertelfinalisten ebenso. Die Mannschaften, die über die Qualifikation zur Teilnahme gekommen sind, füllen die übrigen Plätze auf.
In der Gruppenphase spielt jede Mannschaft einmal gegen jeden ihrer Gruppengegner, wobei vier Punkte für einen Sieg und zwei Punkte für ein Unentschieden verliehen werden. Bonuspunkte können erzielt werden, wenn eine Mannschaft während eines Spiels vier oder mehr Versuche erzielt oder mit sieben oder weniger Punkten Unterschied verliert. Die beiden besten Mannschaften jeder Gruppe kommen ins Viertelfinale, wobei jeweils der Gewinner einer Gruppe gegen den Zweiten einer anderen spielt. Die Viertelfinalsieger spielen unter sich die Halbfinals aus, in denen die Finalgegner bestimmt werden. Die Halbfinalverlierer spielen um den dritten Platz.

## Geschichte
Vor Einführung der Weltmeisterschaft gab es im Rugby-Union-Sport mehrere Wettbewerbe, in denen Nationalmannschaften um Titel spielten. Das älteste bestehende Rugbyturnier ist das Six Nations und dessen Vorgänger, das zwischen England, Irland, Wales, Schottland, später Frankreich und seit 2000 Italien ausgespielt wird. Dieses Turnier war zwar eine rein europäische Angelegenheit, jedoch war es einer der wenigen regelmäßig ausgetragenen Wettkämpfe. Viermal, 1900, 1908, 1920 und 1924, war Rugby Teil der Olympischen Sommerspiele. Frankreich gewann die erste Goldmedaille, es folgte Australien, und die letzten beiden Male gewannen die Vereinigten Staaten. Danach entfernte das Internationale Olympische Komitee (IOC) Rugby aus dem Kanon der Sportarten.
Die Idee einer Weltmeisterschaft geht bis in die 1950er Jahre zurück, jedoch machte der Weltverband IRFB (heute IRB) seinen Mitgliedern klar, dass er einen solchen Wettbewerb strikt ablehne. Zu Beginn der 1980er Jahre kam die Idee wieder zum Vorschein und wurde 1983 auf einer IRFB-Sitzung erneut abgelehnt. Die Australian Rugby Union (ARU) und die New Zealand Rugby Football Union (NZRFU), die Verbände Australiens und Neuseelands, verfassten daraufhin unabhängig voneinander einen Brief, der das IRFB aufforderte, eine Weltmeisterschaft durchzuführen. 1985 wurde diese Idee trotz Widerstandes, besonders von den irischen und britischen Delegationsmitgliedern, angenommen und die Ausrichtung der ersten Weltmeisterschaft zwei Jahre später an Australien und Neuseeland vergeben. Die entscheidende Stimme kam von den Delegierten Südafrikas, die das Projekt befürworteten, obwohl sie wussten, dass ein Boykott wegen der Apartheid es ihnen unmöglich machen würde, an dem Wettbewerb teilzunehmen.
Unter den 16 teilnehmenden Nationen gingen 1987 die All Blacks aus Neuseeland als Sieger hervor, nachdem sie Frankreich im Finale mit 29:9 bezwangen. England veranstaltete die folgende Weltmeisterschaft; einzelne Spiele wurden jedoch auch in Wales, Schottland, Irland und Frankreich ausgetragen. Australien siegte im Finale mit 12:6 über den Gastgeber England. 1995 kehrten die Springboks aus Südafrika nach dem Ende der Apartheid auf die internationale Bühne zurück. Als Gastgeber gewannen sie auch das Turnier, nach einem Finalsieg gegen Neuseeland. Nelson Mandela, bekleidet mit einem Springboks-Trikot und einer passenden Schildmütze, überreichte Kapitän Francois Pienaar die Trophäe. Der Verlauf des Turniers und besagte Szene sind auch zentraler Bestandteil des Films Invictus – Unbezwungen von Clint Eastwood.

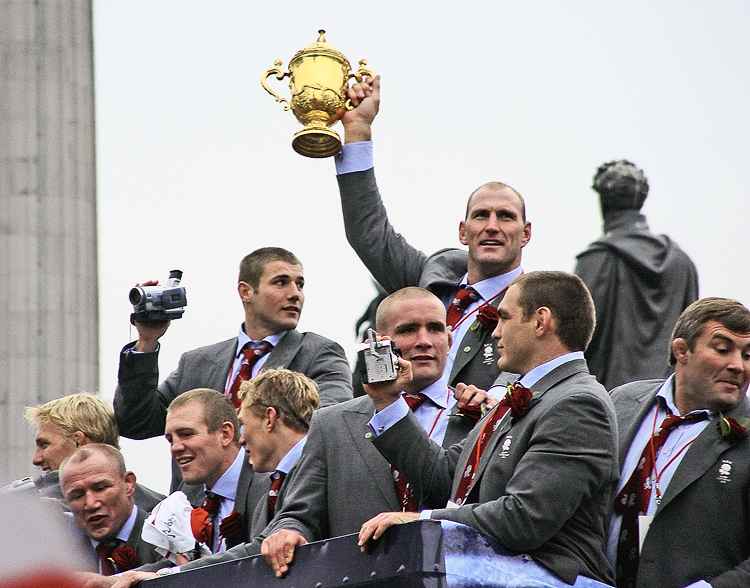
Die englische Weltmeistermannschaft feiert ihren Sieg in London (2003)

Wales war Gastgeber der Rugby-Union-Weltmeisterschaft 1999, weitere Spiele fanden im Rest des Vereinigten Königreiches und in Frankreich statt. In diesem Jahr wurde die Zahl der Teilnehmer von 16 auf 20 erhöht. Australien gewann mit einem Sieg über Frankreich zum zweiten Mal den Weltmeistertitel. Das folgende Turnier sollte ursprünglich gemeinsam von Australien und Neuseeland ausgetragen werden; Differenzen zwischen dem IRB und der NZRFU über das Sponsoring, Werbung und den Kartenverkauf führten dazu, dass Australien zum alleinigen Ausrichter der Rugby-Union-Weltmeisterschaft 2003 bestimmt wurde. England gewann den Titel mit einem Sieg über Australien, und damit kam erstmals ein Weltmeister aus der nördlichen Hemisphäre. 750.000 Menschen versammelten sich in London, um das heimkehrende Team zu feiern.
Die Rugby-Union-Weltmeisterschaft 2007 fand hauptsächlich in Frankreich statt, einige Spiele wurden auch in Wales und Schottland ausgetragen. Südafrika errang mit dem Finalsieg über Titelverteidiger England zum zweiten Mal nach 1995 den Weltmeistertitel.
Im November 2005 wurde Neuseeland zum Gastgeber für die Rugby-Union-Weltmeisterschaft 2011 gewählt. Das Endspiel lautete wie 1987 wiederum Neuseeland – Frankreich; mit einem knappen 8:7-Sieg konnten die All Blacks zum zweiten Mal den Weltmeistertitel gewinnen.
Am 28. Juli 2009 gab das IRB bekannt, dass die Weltmeisterschaften 2015 und 2019 von England respektive Japan ausgerichtet werden. Erstmals ernannte der Verband die Gastgeber der zwei kommenden Titelspiele gleichzeitig. Neben England und Japan hatten sich ebenfalls Italien und Südafrika beworben. Am 15. November 2017 wurde die Weltmeisterschaft 2023 an Frankreich vergeben. Am 12. Mai 2022 erfolgte die Vergabe der beiden Turniere Weltmeisterschaft 2027 und Weltmeisterschaft 2031 an Australien bzw. die Vereinigten Staaten. Letztgenanntes wird das erste Turnier auf dem amerikanischen Doppelkontinent sein.

## Bestimmung des Ausrichters
Das gastgebende Land wird von den IRB-Mitgliedern ausgewählt. Organisiert wird das Turnier durch die Rugby World Cup Ltd (RWCL). Der Wahlvorgang wird von mehreren unabhängigen Notaren kontrolliert, die Wahl bleibt geheim. Bisher fanden alle Meisterschaften in Ländern statt, in denen der Rugbysport sehr populär ist. Mit der Wahl von Neuseeland zum Ausrichter 2011 setzt sich dieser Trend fort: Japan, eine traditionell schwächere Rugbynation, konnte sich nicht durchsetzen. Mittlerweile wird der Ausrichter fünf oder sechs Jahre vor dem Beginn der Veranstaltung bestimmt.
Die Wahl der Gastgeber ist ein kontrovers diskutiertes Thema. Es wird vermutet, dass die Bewerber, um Gastgeber zu werden, mit den stimmberechtigten IRB-Mitgliedern geheime Abmachungen treffen. So gab es im Jahr 2006 Vermutungen, dass der argentinische Rugbyverband für Neuseeland gestimmt habe, um als Gegenleistung an einem regelmäßig stattfindenden Turnier außerhalb der Weltmeisterschaft teilnehmen zu dürfen.

## Beliebtheit
Das Turnier gehört hinter der Fußball-Weltmeisterschaft und den Olympischen Spielen zu den größten Sportanlässen der Welt. Die erste Austragung 1987 hatte eine kumulierte Fernsehzuschauerzahl von 300 Millionen weltweit. Die weltweite kumulierte Reichweite stieg im Jahr 2003 auf 495 Millionen, das Finale wurde in 205 Länder übertragen. Bei den 48 Spielen waren 1.837.547 Zuschauer in den Stadien anwesend, was einem Durchschnitt von 38.282 entspricht. Die Weltmeisterschaft 2015 galt als das bis dahin größte und beste Turnier. Zu den 48 Spielen kamen  durchschnittlich 51.621, insgesamt also 2,47 Mio. Zuschauer.

## Ergebnisse

### Turniersieger
| Jahr | Gastgeber                                    | Finale      | Finale        | Finale     | Kleines Finale | Kleines Finale | Kleines Finale |
| Jahr | Gastgeber                                    | Weltmeister | Ergebnis      | 2. Platz   | 3. Platz       | Ergebnis       | 4. Platz       |
| ---- | -------------------------------------------- | ----------- | ------------- | ---------- | -------------- | -------------- | -------------- |
| 1987 | Australien Neuseeland                        | Neuseeland  | 29 : 9        | Frankreich | Wales          | 22 : 21        | Australien     |
| 1991 | England (Frankreich Irland Schottland Wales) | Australien  | 12 : 6        | England    | Neuseeland     | 13 : 6         | Schottland     |
| 1995 | Südafrika                                    | Südafrika   | 15 : 12 n. V. | Neuseeland | Frankreich     | 19 : 15        | England        |
| 1999 | Wales (England Frankreich Irland Schottland) | Australien  | 35 : 12       | Frankreich | Südafrika      | 22 : 18        | Neuseeland     |
| 2003 | Australien                                   | England     | 20 : 17 n. V. | Australien | Neuseeland     | 40 : 13        | Frankreich     |
| 2007 | Frankreich Schottland Wales                  | Südafrika   | 15 : 6        | England    | Argentinien    | 34 : 10        | Frankreich     |
| 2011 | Neuseeland                                   | Neuseeland  | 8 : 7         | Frankreich | Australien     | 21 : 18        | Wales          |
| 2015 | England                                      | Neuseeland  | 34 : 17       | Australien | Südafrika      | 24 : 13        | Argentinien    |
| 2019 | Japan                                        | Südafrika   | 32 : 12       | England    | Neuseeland     | 40 : 17        | Wales          |
| 2023 | Frankreich                                   | Südafrika   | 12 : 11       | Neuseeland | England        | 26 : 23        | Argentinien    |
| 2027 | Australien                                   |             | :             |            |                | :              |                |
| 2031 | Vereinigte Staaten                           |             | :             |            |                | :              |                |

### Länderspezifischer Erfolg
Insgesamt haben bisher 25 Nationalmannschaften an Endrunden der Rugby-Union-Weltmeisterschaft teilgenommen.
Von allen neun bisherigen Turnieren wurde nur jenes im Jahr 2003 von einer Mannschaft aus der nördlichen Hemisphäre gewonnen. Jedoch stellte der Norden bisher jedes Mal – abgesehen von 1995, 2015 und 2023 – einen Endspielteilnehmer. Von den Mannschaften, die im kleinen Finale um den dritten Platz spielten, kam ebenfalls fast die Hälfte aus Europa.
| Nation      | Weltmeister | Vize-Weltmeister | 3. Platz | 4. Platz |
| ----------- | ----------- | ---------------- | -------- | -------- |
| Südafrika   | 4           | 0                | 2        | 0        |
| Neuseeland  | 3           | 2                | 3        | 1        |
| Australien  | 2           | 2                | 1        | 1        |
| England     | 1           | 3                | 1        | 1        |
| Frankreich  | 0           | 3                | 1        | 2        |
| Wales       | 0           | 0                | 1        | 2        |
| Argentinien | 0           | 0                | 1        | 2        |
| Schottland  | 0           | 0                | 0        | 1        |

## Zahlen und Rekorde
Der Leistungsunterschied zwischen den Topmannschaften der Welt und den schwächeren Teams trat 1987 offen zu Tage: Die All Blacks aus Neuseeland erzielten 74 Punkte im Spiel gegen Fidschi und Frankreich erzielte 13 Versuche gegen Simbabwe. Die meisten Punkte in einem WM-Spiel erzielten 1995 ebenfalls die All Blacks beim 145:17 gegen Japan. Der größte Punktunterschied ist dagegen 142, erzielt beim 142:0 von Australien gegen Namibia bei der Weltmeisterschaft 2003.
Bei seinem internationalen Durchbruch im Jahr 1995 stellte der Neuseeländer Jonah Lomu mehrere individuelle Rekordmarken auf. Er hält immer noch die Rekorde für die meisten Versuche in WM-Endrunden – 15 in den beiden Turnieren 1995 und 1999 – und die meisten Versuche in einer Endrunde – acht im Jahr 1999. Diese Rekorde wurde erst 2007 von Bryan Habana (Südafrika) wieder erreicht. Weitere neuseeländische Spieler halten WM-Weltrekorde – unter anderem erzielte Grant Fox 1987 mit 126 die meisten Punkte in einem Turnier, Simon Culhane erzielte die meisten Punkte in einem Spiel mit 45 in dem Rekordmatch gegen Japan. Im selben Spiel brach er auch den Rekord für die meisten Erhöhungen in einem Spiel, indem er zwanzig Mal traf, während Marc Ellis mit sechs die meisten Versuche in einem einzelnen Spiel erzielte. Der Engländer Jason Leonard bestritt zwischen 1991 und 2003 die meisten WM-Spiele mit 22. Dieser Rekord wurde erst 2015 vom legendären neuseeländischen Kapitän Richie McCaw eingestellt, der von 2003 bis 2015 ebenfalls 22 WM-Spiele bestritt. Im Zeitraum von 1999 bis 2011 erzielte der Engländer Jonny Wilkinson die Rekordzahl von 277 Punkten. Zudem hält er mit 14 den Rekord für die meisten Dropgoals. 8 davon gelangen ihm allein bei der WM 2003 – ebenso Rekord.
Die meisten Teilnahmen an Rugby-Union-Weltmeisterschaften sind fünf, erzielt von Brian Lima (Samoa) zwischen 1991 und 2007, Mauro Bergamasco (Italien) zwischen 1999 und 2015 und Sergio Parisse (Italien) zwischen 2003 und 2019. Die meisten Siege einer Rugby-Weltmeisterschaft sind vier, die Südafrika 1995, 2007, 2019 und 2023 erzielte.
Der jüngste Spieler, der in einem Rugby-Union-Weltmeisterschaft-Spiel einen Versuch erzielt hat, ist George North (Wales), der 19 Jahre und 166 Tage alt war, als er am 26. September 2011 in New Plymouth für Wales gegen Namibia traf. Am 2. Oktober 1999 erzielte Diego Ormaechea (Uruguay) im Alter von 40 Jahren 13 Tagen als ältester Spieler einen Versuch. Er hält damit gleichzeitig den Rekord als ältester Spieler, der jemals in einer WM aufgelaufen ist.
Der jüngste Schiedsrichter, der ein Rugby-Union-Worldcup-Finale leitete, ist Craig Joubert (Südafrika), der am 23. Oktober 2011 bei dem Spiel zwischen Neuseeland und Frankreich 33 Jahre und 349 Tage alt war. Als weiteres Novum eines Rugby-WM-Finales war Joubert dabei jünger als einige der Spieler, die an dem Finale teilnahmen.

## Finanzielles
Die Weltmeisterschaft 2023 in Frankreich kostete ca. 400 Millionen Euro, davon wurden 350 Millionen durch den Verkauf der Tickets erwirtschaftet. Die Summe von 400 Millionen ist jedoch umstritten, weil Teile des Aufwands auf das Budget der Olympischen Spiele 2024 gebucht wurden. Die Preise der Tickets reichten von 10 Euro bis 950 Euro für das Finale. Dank weiterer Einkünfte hofft der Organisator, eine Gemeinwirtschaftliche Gesellschaft (Groupement d’intérêt public), einen Überschuss von 40 Millionen zu erwirtschaften, der vollständig an die französischen Vereine ausgeschüttet wird.